# Sandra De Jaume

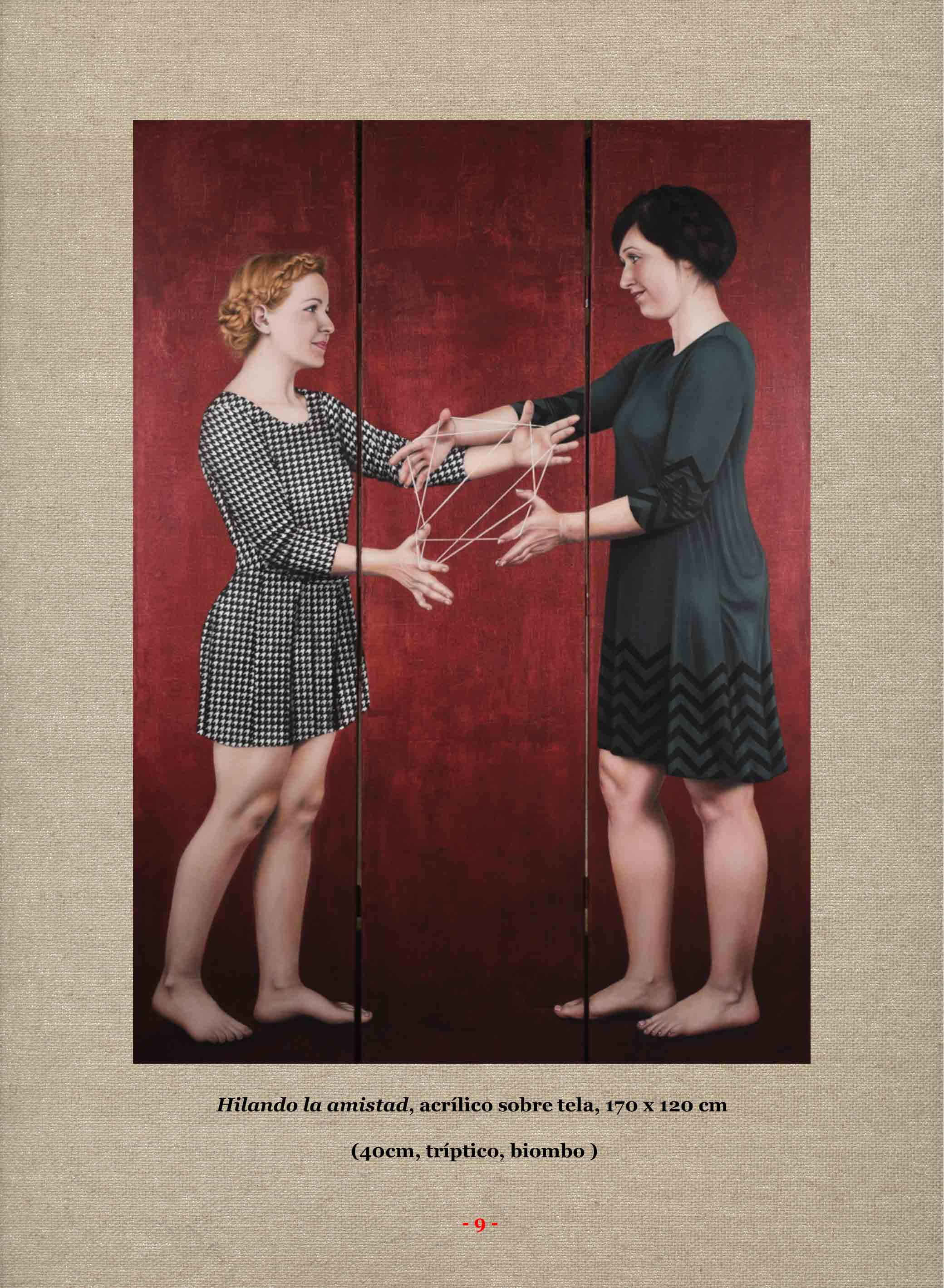
Hilando la amistad, acrílic sobre tela, 170 x 120 cm

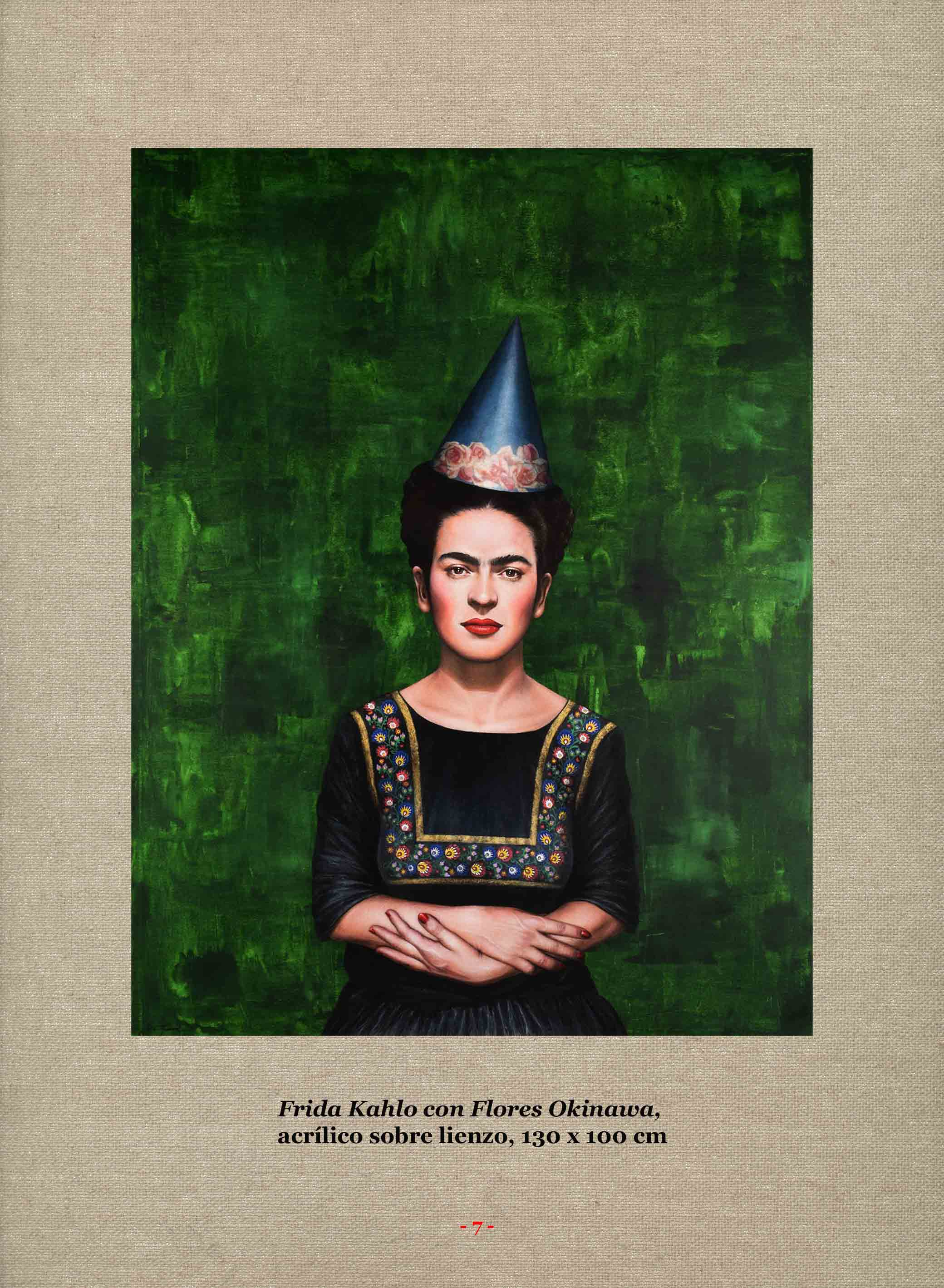
Frida Kahlo con flores Okinawa, acrílic sobre tela, 130 x 100 cm

Sandra De Jaume (Palma, 28 de desembre de 1978) és una artista visual mallorquina.
Va estudiar Disseny Interior, Disseny Gràfic i el batxillerat artístic a l'Escola d'Art i Superior de Disseny de les Illes Balears, tots ells a Palma, Mallorca. La seva obra ha estat exposada a la Fira d'Art Contemporani de Nova York "Pool Art Fair New York" i, des d'aleshores, ha exposat en diverses ciutats com Nova York, Seül, Madrid, Montecarlo, Braga, Ourense, Ílhavo, Màlaga i Melilla, a través de diverses galeries d' art o museus, com el Museu Casa Ibáñez. El 2015, es va presentar amb un programa monogràfic de la sèrie "Artista", de la televisió Canal 4 TV Balear; i posteriorment, col·laborà amb diverses publicacions com Art In America (agost 2016).
Recentment, el 2018, el seu retrat d'Aurora Picornell, activista feminista històrica, afusellada pel règim franquista, va ésser guardonat i presideix el Consell de Mallorca, convertint-se en el primer retrat d'una dona que presideix aquesta institució.

## Premis
2017
- Seleccionada per Exposición Internacional “Fazer Sentido”, Art Map Project / 23 MILHAS, Ílhavo
- Finalista XVIII Certamen Nacional de Pintura y Escultura “Cuidad de Melilla”
- Seleccionada para la Exposición Internacional Braga 2017 “Thinking Baroque” ART-MAP Project, Museu Da Imagem, Portugal.
- Accèsit al XVII Certamen Nacional de Pintura y Escultura Ciudad de Melilla
- Accèsit al II Certamen d ´Arts Plàstiques Ciutat de Felanitx 2016
- Accèsit al I Certamen d´Arts Plàstiques Ciutat de Felanitx 2015